# 下関西中継局

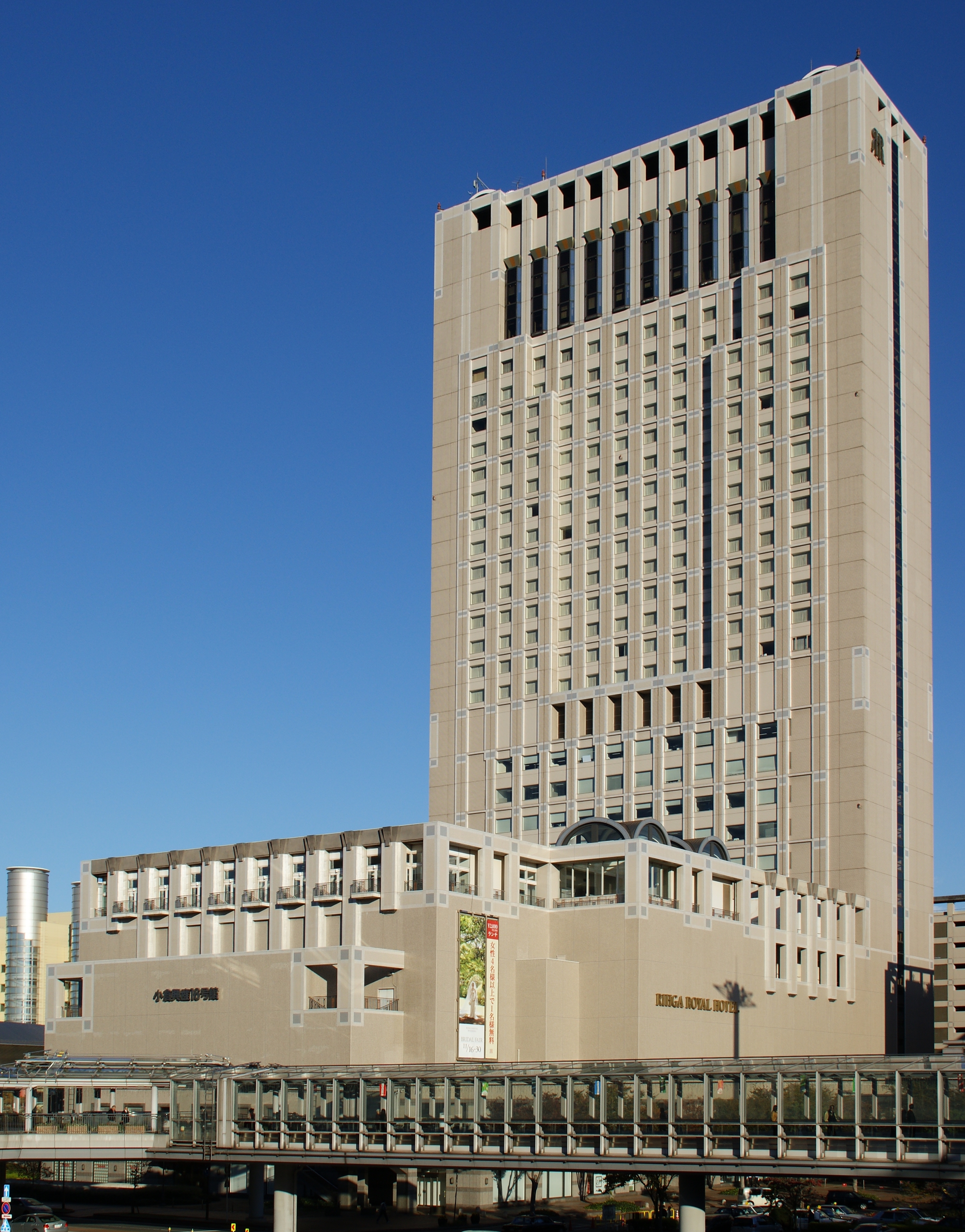
設置場所のリーガロイヤルホテル小倉

下関西中継局（しものせきにしちゅうけいきょく）は、福岡県北九州市小倉北区浅野2丁目14-2のリーガロイヤルホテル小倉屋上に設置された地上デジタルテレビ放送の中継局。山口県を放送エリアとする放送局が、文字通り下関市西部をカバーするために設置した中継局である。同地点には北九州シティエフエム（FM KITAQ、北九州市小倉北区のコミュニティFM局）の送信所も置かれている。

## 概要
正式名称は「下関西デジタルテレビジョン中継放送局」である。
関門海峡地帯は地形等が複雑で、福岡県と山口県の県境が複雑に入り組んでいる。このため、彦島を含む下関市の旧市部では、福岡県北九州市の皿倉山にある八幡テレビ・FM放送所から出される電波を受信している世帯が多かったが、一方で火の山から出される地元山口県を放送対象地域とする放送局の番組が受信しにくい地域も同様に多かった。
そこで、これらの問題を解決するため、県の東端をカバーする岩国デジタル中継局のケースと同様に、隣県に中継局を設ける「域外中継局」形式で補完局を設け、弟子待局と福浦局を除く彦島島内のアナログ中継局を廃止する方式が採られた。チャンネルは山口県の親局・火の山局と同一に設定された。
設置場所となるリーガロイヤルホテル小倉は、小倉都心の海岸沿いでは特に高く、彦島方面に向かって障害物は無い。アンテナは北面にのみ設けられ、下関市彦島のうち火の山が見通せないエリアと下関市の西側、それに六連島だけに電波が届くように調整される。視聴可能エリアは下関市と北九州市小倉北区の一部に限られる。

## 技術情報

### 下関西デジタルテレビ中継局
| リモコン キーID | 放送局名         | 物理 チャンネル | 空中線電力 | ERP | 放送対象地域 | 放送区域 内世帯数 | 開局日        |
| --------------- | ---------------- | --------------- | ---------- | --- | ------------ | ----------------- | ------------- |
| 1               | NHK 山口総合     | 16              | 3W         | 17W | 山口県       | 6,884世帯         | 2008年5月26日 |
| 2               | NHK 山口教育     | 13              | 3W         | 17W | 全国放送     | 6,884世帯         | 2008年5月26日 |
| 3               | tys テレビ山口   | 18              | 3W         | 17W | 山口県       | 6,884世帯         | 2008年5月26日 |
| 4               | KRY 山口放送     | 20              | 3W         | 17W | 山口県       | 6,884世帯         | 2008年5月26日 |
| 5               | yab 山口朝日放送 | 26              | 3W         | 17W | 山口県       | 6,884世帯         | 2008年5月26日 |

#### 歴史
- 2008年3月27日 - 予備免許交付
- 2008年5月1日 - 試験放送開始
- 2008年5月26日 - 本放送開始

### 北九州シティエフエム送信所
| 放送局名                            | コールサイン | 周波数 （MHz） | 空中線電力 | ERP | 放送区域                          | 放送区域 内世帯数 | 開局日         |
| 北九州シティエフエム 愛称｢FM KITAQ｣ | JOZZ0AU-FM   | 78.5           | 20W        | 24W | 北九州市小倉北区及び 一部周辺地域 | 9万7,193世帯      | 2004年 12月4日 |

#### 歴史
- 2004年6月3日 - 総務省九州総合通信局が、北九州シティFMから提出された免許申請を受理。
- 2004年9月22日 - 予備免許交付
- 2004年12月2日 - 本免許交付
- 2004年12月4日 - 本放送開始

## 放送対象区域

### 下関西テレビ中継局
- 山口県下関市（市域西部（響灘沿い）福岡県北九州市、彦島、六連島など）
- 福岡県北九州市（藍島、馬島、小倉北区の響灘沿岸部など。正式には“域外”）

### 北九州シティエフエム
- 福岡県北九州市小倉北区のほぼ全域と門司区と戸畑区及び小倉南区の各一部地域

## 参考資料
- 『下関地区の地上デジタルテレビジョン放送局に予備免許』 九州総合通信局、2008年3月27日。
- 『下関地区の地上デジタルテレビジョン放送局に予備免許』 中国総合通信局、2008年3月27日。
- 下関西中継局の放送エリア
- 北九州市内で初めてのコミュニティ放送局〜北九州市小倉北区におけるコミュニティ放送局の免許申請を受理〜 - 総務省九州総合通信局(平成16年度報道資料)
- コミュニティ放送局に予備免許〜北九州市小倉北区で12月開局予定〜 - 総務省九州総合通信局(平成16年度報道資料)
- 北九州市小倉北区にコミュニティ放送局が開局〜㈱北九州シティFMに免許を付与〜 - 総務省九州総合通信局(平成16年度報道資料)
- FM KITAQ会社概要